# Žulová
Žulová (en allemand : Friedberg) est une ville du district de Jeseník, dans la région d'Olomouc, en République tchèque. Sa population s'élevait à 1 128 habitants en 2025.

## Géographie
Žulová se trouve près de la frontière polonaise, à 12 km au nord-nord-ouest de Jeseník, à 81 km au nord d'Olomouc et à 192 km à l’est-nord-est de Prague.
La commune est limitée par Bernartice au nord, par Kobylá nad Vidnavkou au nord-est, par Černá Voda au sud-est, par Vápenná au sud, par Skorošice à l'ouest et par Vlčice .

## Histoire
L'origine de la localité remonte à 1290.

## Administration
La commune se compose de deux sections :
- Žulová
- Tomíkovice

## Galerie

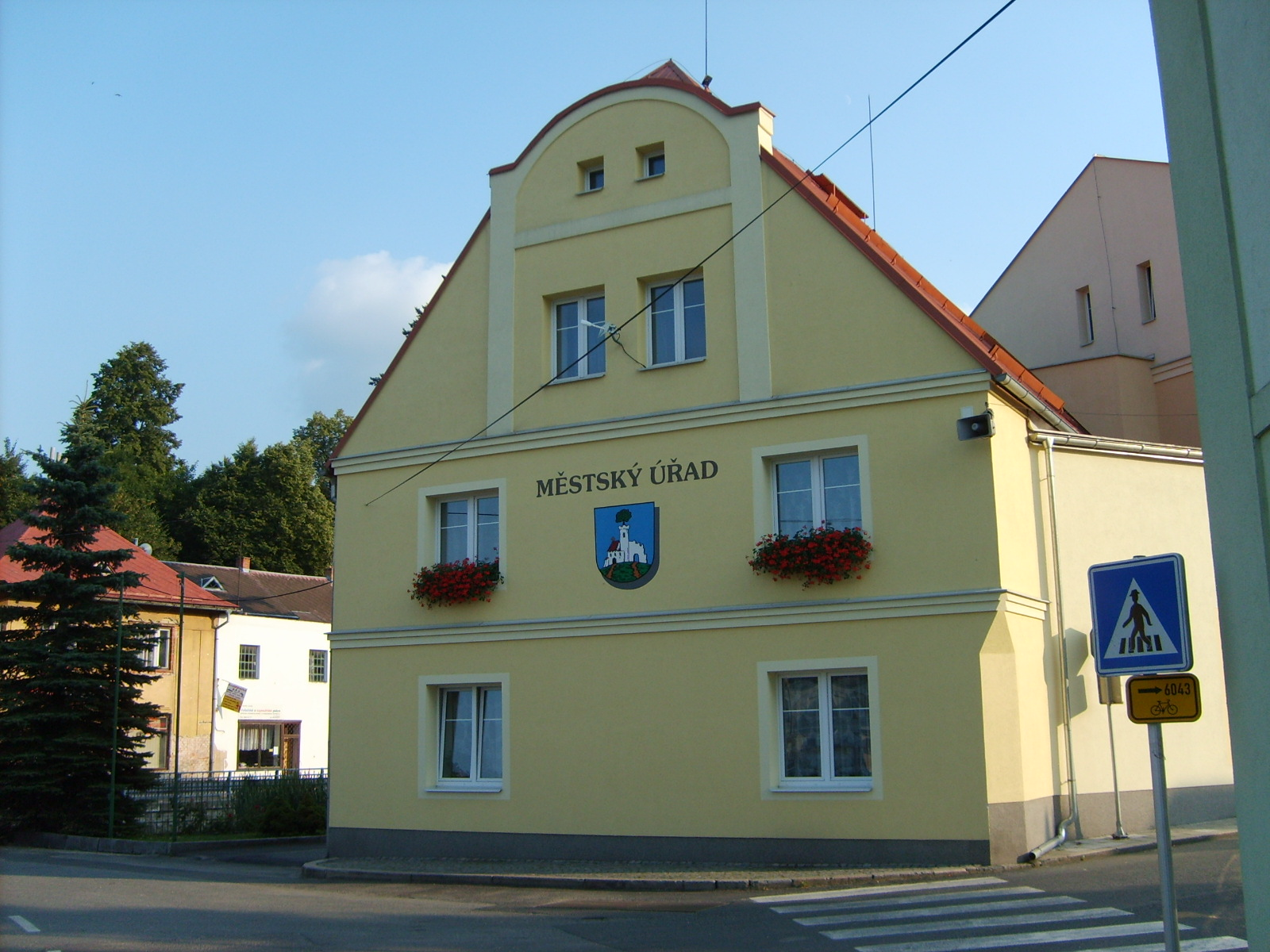
Žulová : hôtel de ville.
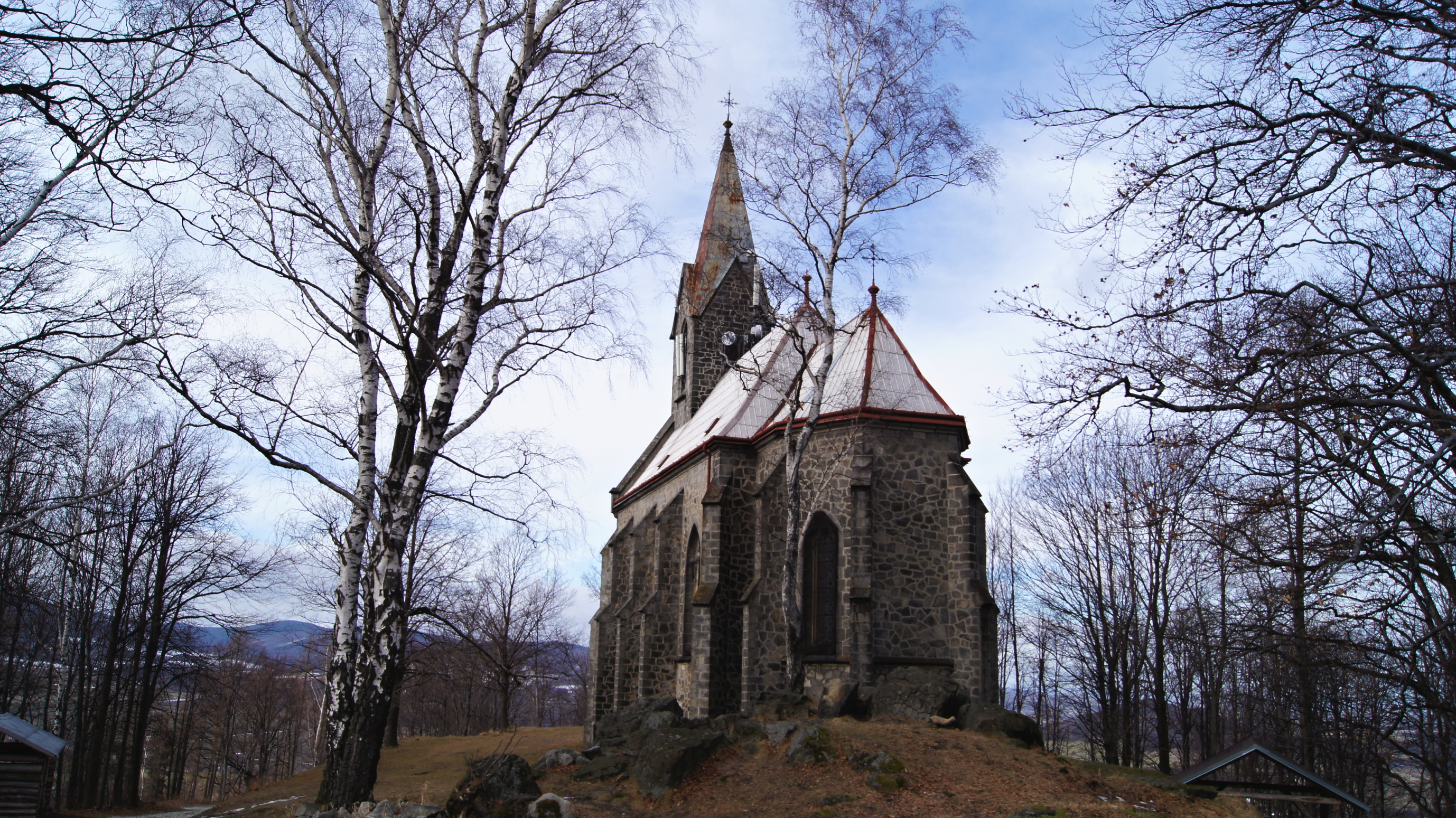
Église Notre-Dame-des-Douleurs.

## Transports
Par la route, Žulová se trouve à 17 km de Jeseník, à 55 km de Šumperk, à 103 km d'Olomouc et à 234 km de Prague.